# Nokia E7
Il Nokia E7 è uno smartphone prodotto dall'azienda finlandese Nokia per la serie business.
È stato distribuito a partire dal mese di febbraio 2011.
Il terminale può considerarsi in parte l'erede dei communicator, esso infatti richiama la forma del vecchio E90 per l'apertura a slide che nasconde una tastiera full Qwerty, migliorata rispetto a quella del predecessore; il terminale tuttavia deluse le aspettative a causa di alcune caratteristiche hardware anacronistiche: montava infatti un processore Arm 11 da 667 MHz con una memoria RAM di 256 MB, al di sotto degli standard dei telefoni top class. Lo schermo ha una risoluzione 640 x 360 pixel che non bastano a garantire la definizione di altri terminali con schermo da 4".
Nokia, nonostante la bassa risoluzione, pensò bene di montare schermi ClearBlack AMOLED in modo tale da dare una maggiore brillantezza alle immagini.